# Horňa
Horňa (in ungherese: Katlanos) è un comune della Slovacchia facente parte del distretto di Sobrance, nella regione di Košice.